# Bartłomiej Kominek
Bartłomiej Kominek (ur. 22 maja 1973 w Warszawie) – polski pianista i pedagog.
Absolwent Akademii Muzycznej w Krakowie (klasa Janusza Olejniczaka, dyplom z wyróżnieniem). Doktor habilitowany (2015), wykładowca na Wydziale Instrumentalnym w Zakładzie Kameralistyki Fortepianowej Akademii Muzycznej w Krakowie.
Współpracownik orkiestr kameralnych takich jak: Capella Cracoviensis, Polska Orkiestra Radiowa, Sinfonia Baltica, Sinfonia Varsovia. Członek duetu fortepianowego „Chopin Piano Duo” (od 2011, wraz z Anną Boczar).
Solista na płycie „Grażyna Bacewicz: Utwory na Orkiestrę Kameralną vol. I” (DUX) nominowanej do Nagrody Muzycznej Fryderyk 2010 w kategorii Album Roku Muzyka Kameralna. Polskie Wydawnictwo Muzyczne wydało jego opracowania wszystkich utworów orkiestrowych Fryderyka Chopina w wersji na fortepian z towarzyszeniem kwartetu smyczkowego.